# Кубинская улица (Санкт-Петербург)
Куби́нская улица — улица в Московском районе Санкт-Петербурга, важная магистраль южной части города. Являясь продолжением Митрофаньевского шоссе, проходит от линии Соединительной железной дороги до Предпортовой улицы, где она переходит в Дунайский проспект.

## История
Улица была названа 16 января 1964 года в честь победившей на Кубе революции Фиделя Кастро.
10 октября 2007 года в створе Кубинской улицы был открыт Митрофаньевский путепровод через железнодорожные пути, связавший улицу с Митрофаньевским шоссе. Это позволило двум меридиональным магистралям стать дублёрами Московского проспекта.

## Объекты
1. на чётной стороне Кубинской улицы расположен парк Авиаторов
2. дом 32 — Педагогический колледж № 1 им. Некрасова

## Транспорт
1. Метрополитен: Станция метро «Электросила», «Парк Победы», «Московская», «Ленинский проспект».
2. Электропоезд: Броневая (станция), Ленинский проспект (платформа).
3. Автобус № 3, 11, 13а, 26, 62, 63, 72, 114, 130, 286.
4. Троллейбус № 29, 35, 45.

## Пересекает следующие улицы и проспекты
1. Благодатная улица
2. Кузнецовская улица
3. Бассейная улица
4. Краснопутиловская улица
5. Ленинский проспект
6. улица Костюшко
7. 7-й Предпортовый проезд
8. 2-й Предпортовый проезд
9. Предпортовая улица

## Галерея

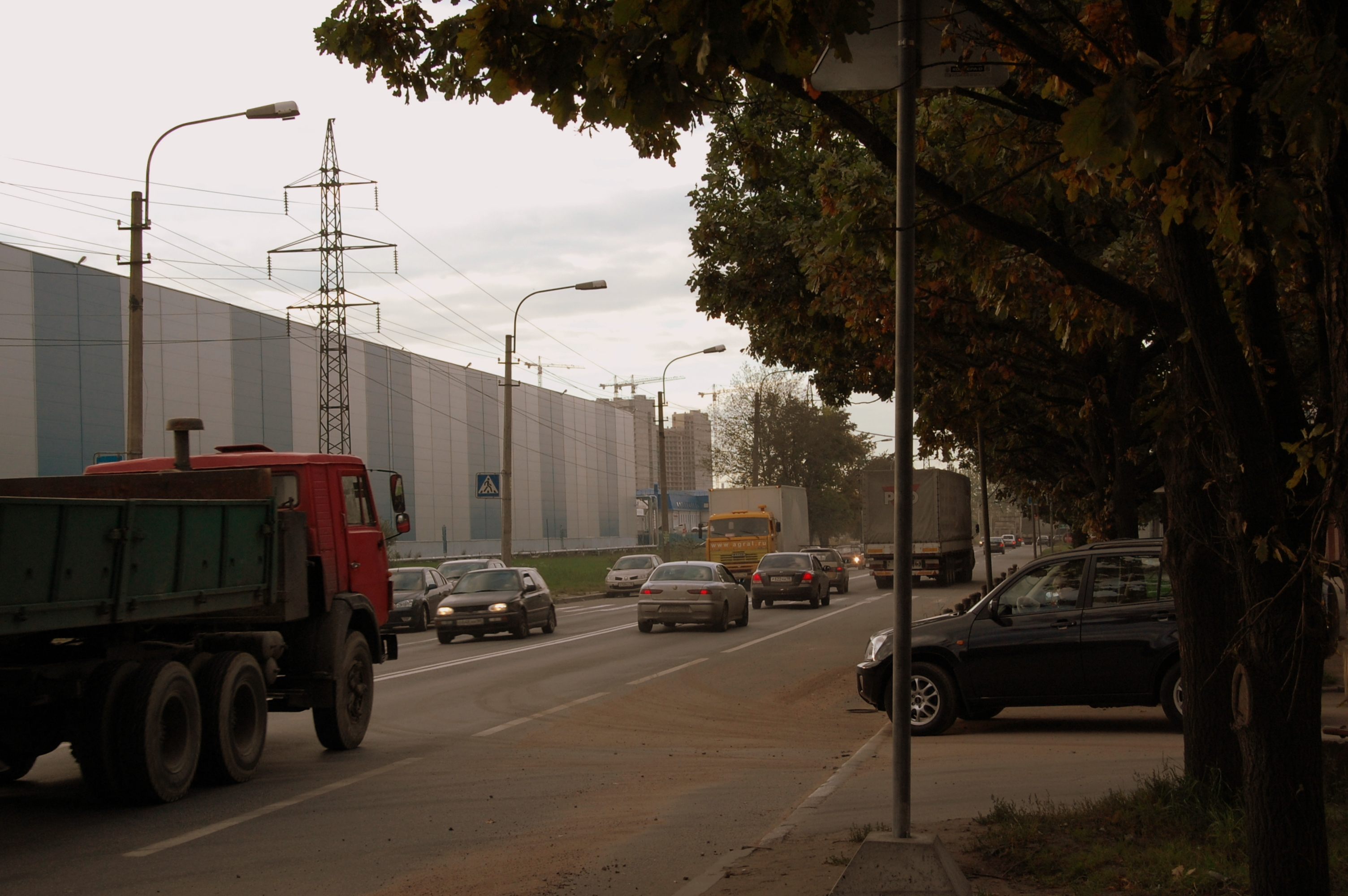
Кубинская улица
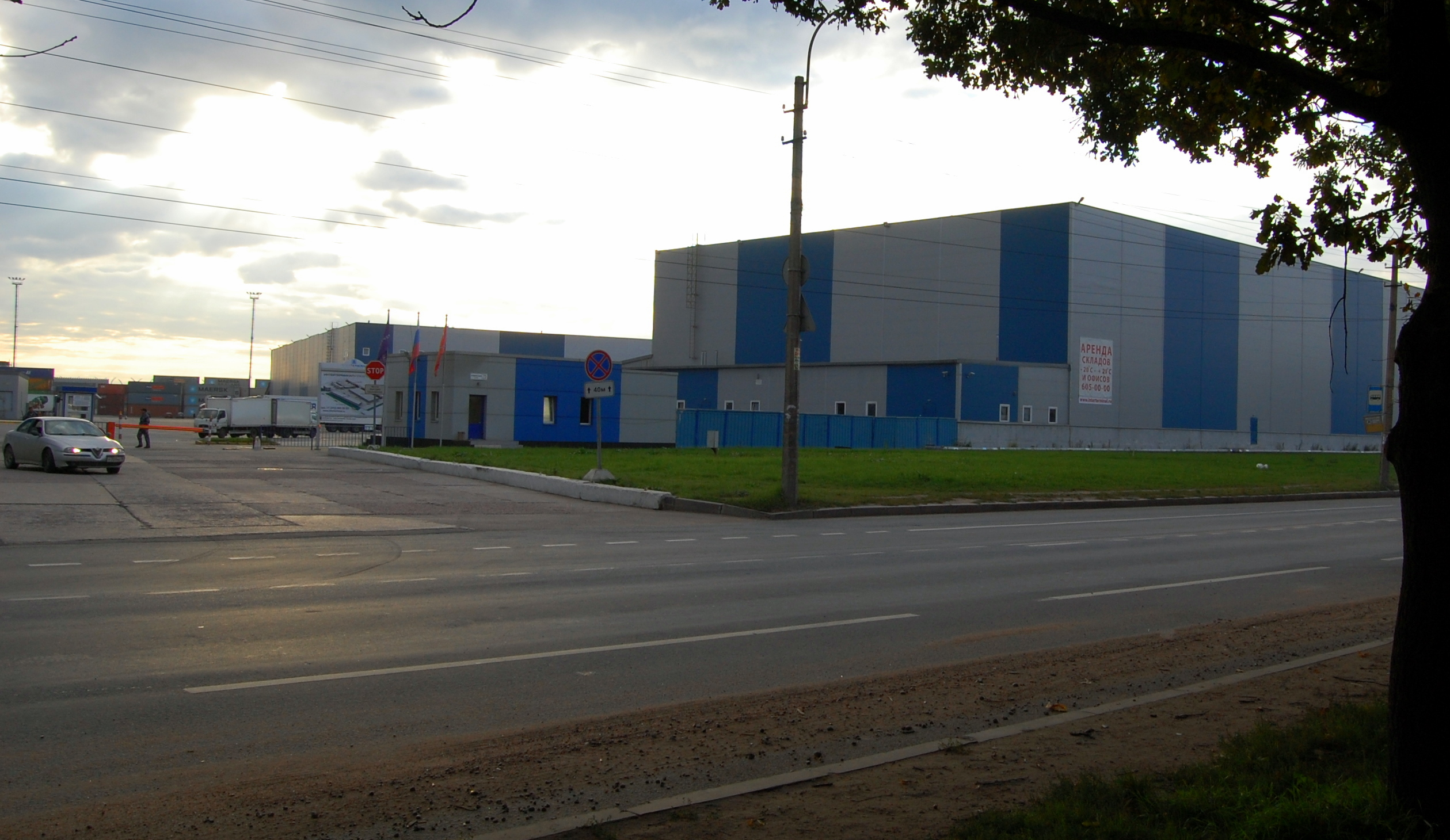
Здания Группы компаний «Интертерминал»
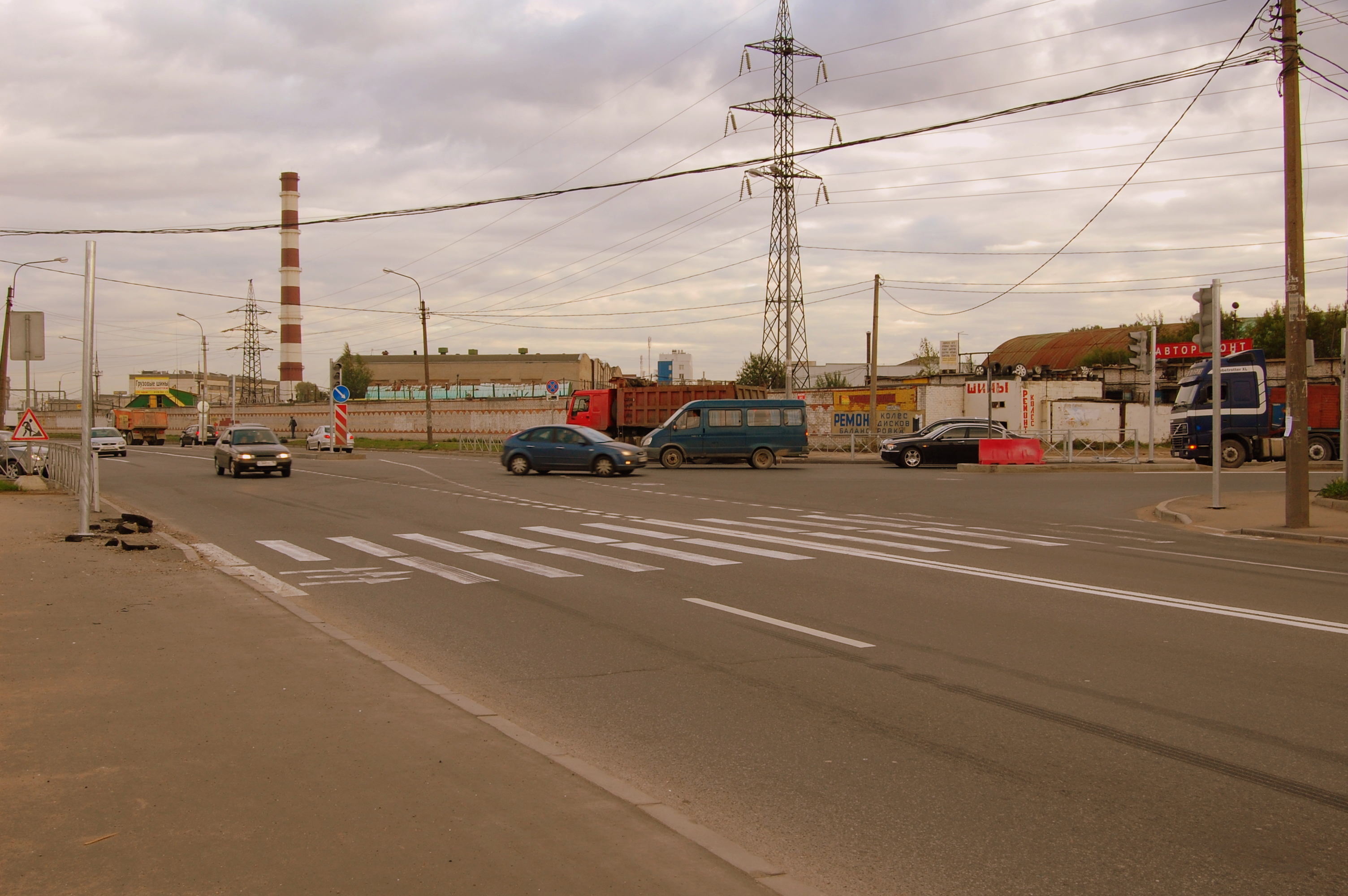
Пересечение с Предпортовой улицей
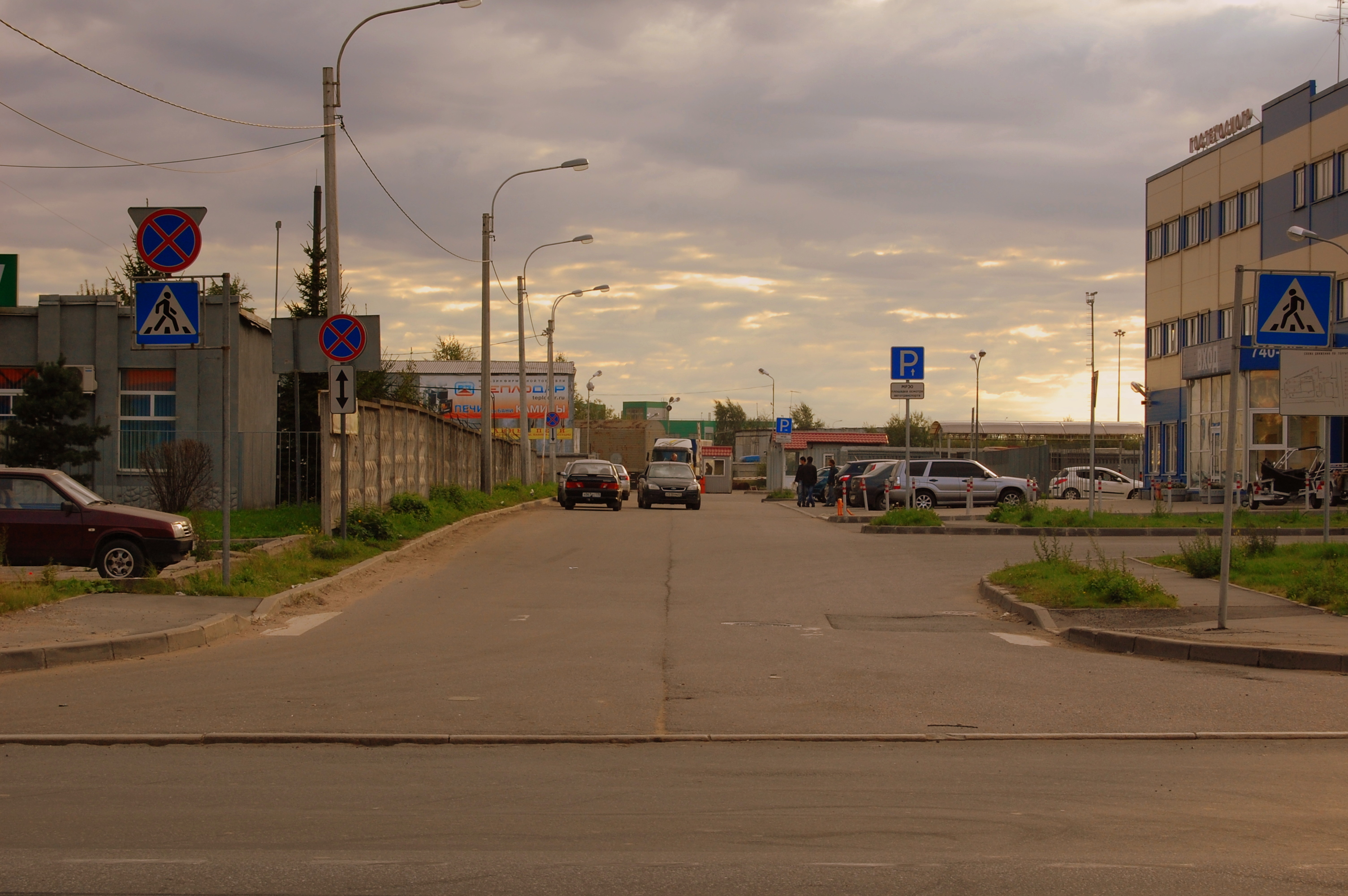
Пересечение с 7-м Предпортовым проездом
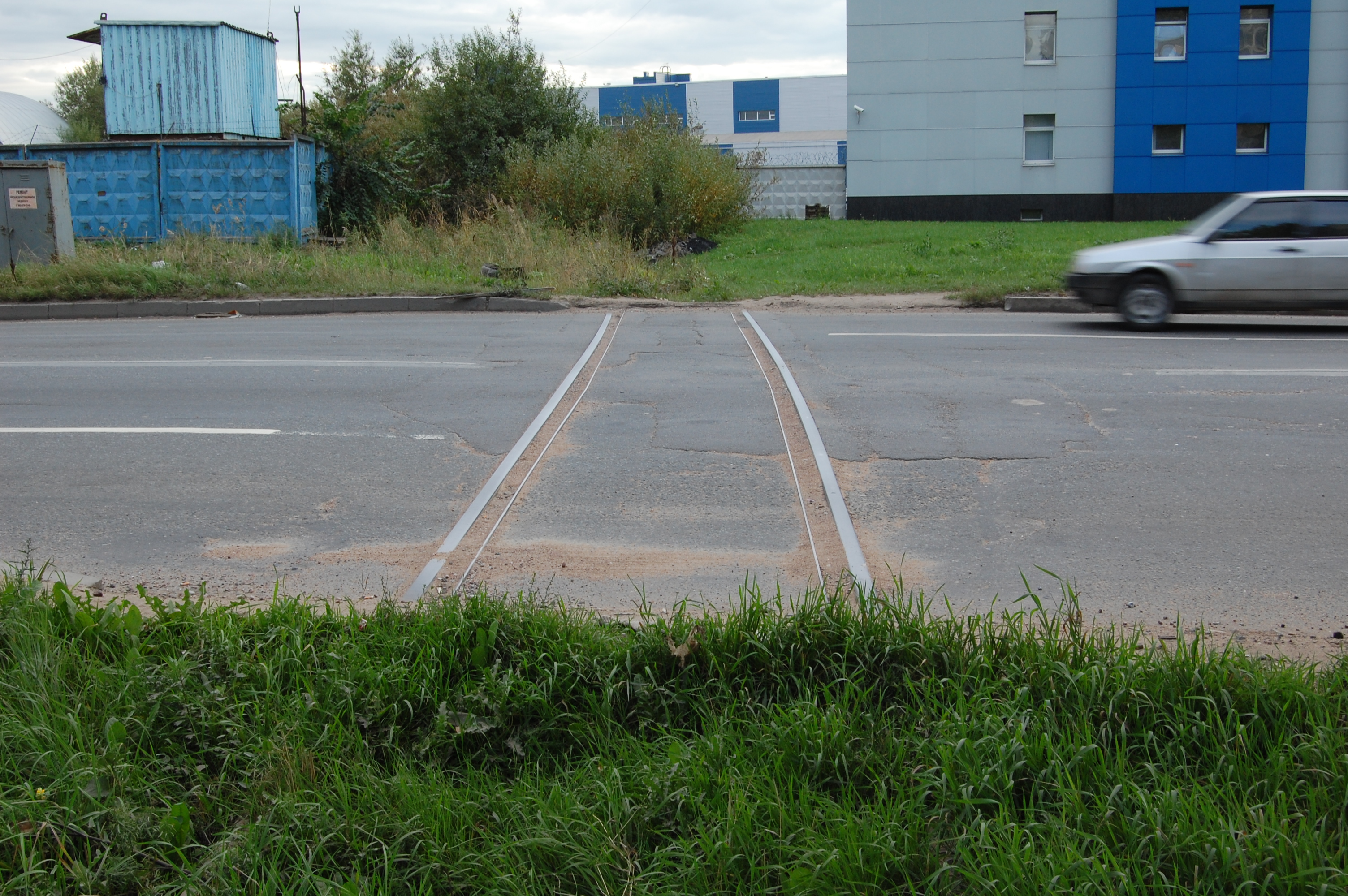
Рельсы в никуда
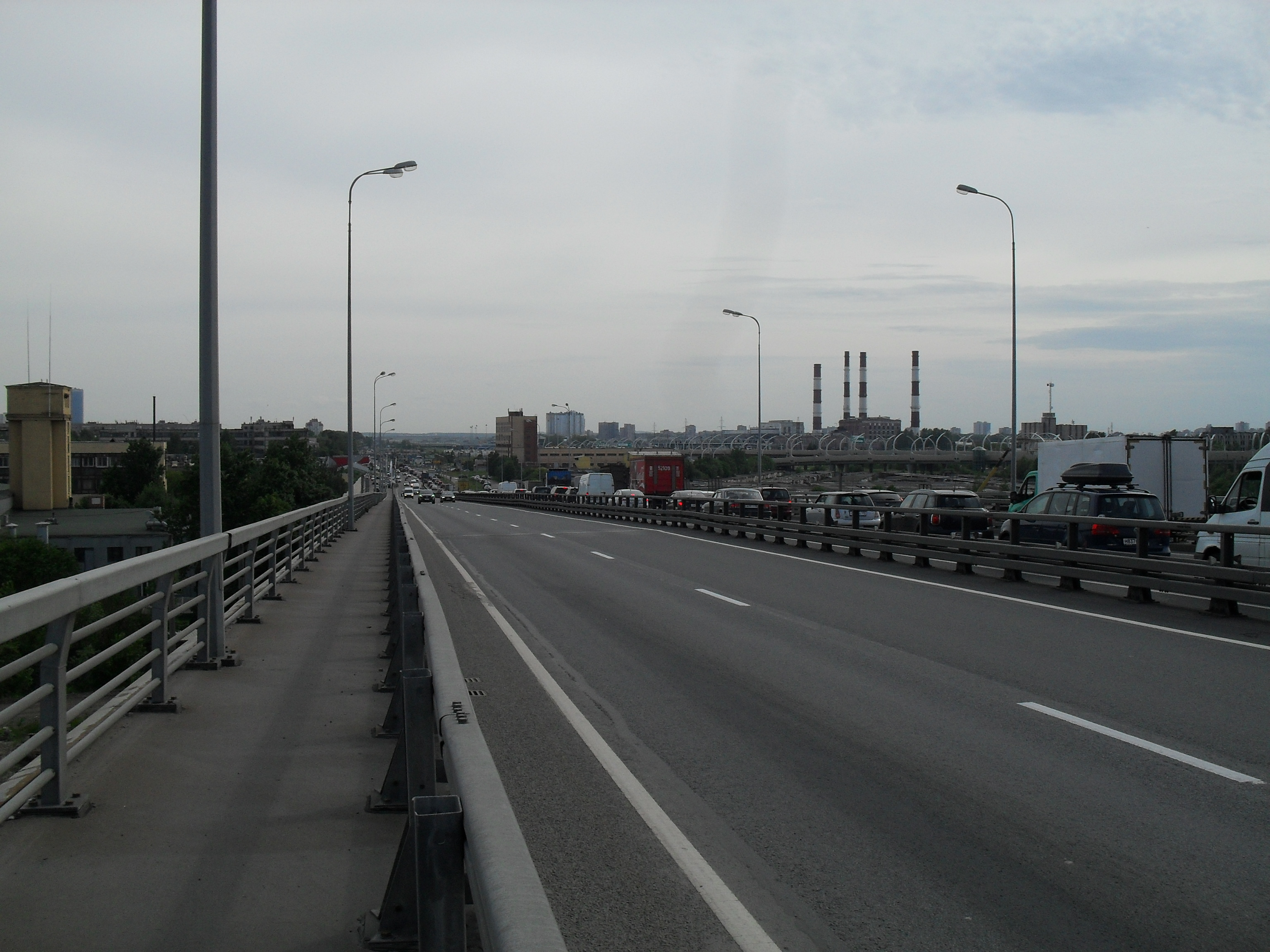
Митрофаньевский путепровод, начало улицы над станцией Корпусный Пост